# Tênis de mesa nos Jogos Paralímpicos de Verão de 2008
O Tênis de mesa dos Jogos Paraolímpicos de Verão de 2008 será disputado entre 7 de setembro e 16 de setembro. As competições serão realizadas no Ginásio da Universidade de Pequim, em Pequim, na China.

## Calendário
| Setembro      | 6 | 7 | 8 | 9 | 10 | 11 | 12 | 13 | 14 | 15 | 16 | 17 |
| ------------- | - | - | - | - | -- | -- | -- | -- | -- | -- | -- | -- |
| Tênis de mesa |   |   |   |   | 5  | 11 |    |    |    | 4  | 4  |    |

|  | Dia de competição |  | Dia de final |

## Eventos
- Individual masculino
- Equipe masculino
- Individual feminino
- Equipe feminino

## Qualificação

### Classe funcional
No tênis de mesa os atletas são divididos em onze classes distintas. Quanto maior o número da classe do atleta menor é seu comprometimento físico-motor. A Classificação é feita a partir do alcance dos movimento do atleta, força muscular, restrições locomotoras, equilíbrio na cadeira de rodas e habilidade de segurar a raquete.
As classes são dividas por:
- TT1, TT2, TT3, TT4 e TT5 – atletas cadeirantes
- TT6, TT7, TT8, TT9, TT10 – atletas andantes
- TT11 - atletas andantes com deficiência mental

TT = Table Tennis

## Medalhistas
| Ordem | País                | Medalha de ouro | Medalha de prata | Medalha de bronze |    |
| ----- | ------------------- | --------------- | ---------------- | ----------------- | -- |
| 1     | China (CHN)         | 13              | 6                | 3                 | 22 |
| 2     | França (FRA)        | 4               | 3                | 5                 | 12 |
| 3     | Coreia do Sul (KOR) | 1               | 2                | 4                 | 7  |
| 4     | Alemanha (GER)      | 1               | 2                | 1                 | 4  |
| 4     | Eslováquia (SVK)    | 1               | 2                | 1                 | 4  |
| 6     | Polônia (POL)       | 1               | 2                | 0                 | 3  |
| 7     | Rússia (RUS)        | 1               | 1                | 0                 | 2  |
| 8     | Áustria (AUT)       | 1               | 0                | 0                 | 1  |
| 8     | Dinamarca (DEN)     | 1               | 0                | 0                 | 1  |
| 10    | Itália (ITA)        | 0               | 2                | 1                 | 3  |
| 11    | Espanha (ESP)       | 0               | 1                | 2                 | 3  |
| 12    | Suécia (SWE)        | 0               | 1                | 1                 | 2  |
| 13    | Brasil (BRA)        | 0               | 1                | 0                 | 1  |
| 13    | Sérvia (SRB)        | 0               | 1                | 0                 | 1  |
| 15    | Países Baixos (NED) | 0               | 0                | 2                 | 2  |
| 16    | Jordânia (JOR)      | 0               | 0                | 1                 | 1  |
| 16    | Noruega (NOR)       | 0               | 0                | 1                 | 1  |
| 16    | Eslovênia (SLO)     | 0               | 0                | 1                 | 1  |
| 16    | Turquia (TUR)       | 0               | 0                | 1                 | 1  |
| Total | Total               | 24              | 24               | 24                | 72 |